# Шостакі (Білгорайський повіт)
Шостакі (пол. Szostaki) — село в Польщі, у гміні Лукова Білґорайського повіту Люблінського воєводства.
Населення — 71 особа (2011).
У 1975-1998 роках село належало до Замойського воєводства.

## Демографія
Демографічна структура станом на 31 березня 2011 року:
|          | Загалом | Допрацездатний вік | Працездатний вік | Постпрацездатний вік |
| -------- | ------- | ------------------ | ---------------- | -------------------- |
| Чоловіки | 39      | 9                  | 25               | 5                    |
| Жінки    | 32      | 3                  | 19               | 10                   |
| Разом    | 71      | 12                 | 44               | 15                   |